# Rumelifeneri
Rumelifeneri is een vissersdorp in de provincie Istanbul in Turkije. Haar ligging aan de uitmonding van Bosporus in de Zwarte Zee maakte het tot een strategische plaats, waar men een vuurtoren en de ruïnes van een fort kan terugvinden.

## Geografie
Rumelifeneri is een dorp in het district Sarıyer in het noorden van de provincie Istanbul, aan de Europese zijde van de zee-engte, met andere woorden op de westkust van de Bosporus. Het is op de precieze plaats gelegen waar de zee-engte uitmondt in de Zwarte Zee. Het dorp telde 2 337 inwoners in 2010.

## Toponymie
Rumelifeneri dankt haar naam aan de vuurtoren die het dorpszicht domineert: de Rumeli Feneri. Het woord "Rumeli" betekent Roemelië, wat de naam is voor het Europese deel van Turkije, terwijl "feneri" simpelweg vuurtoren betekent.
In de oudheid stond het dorp bekend onder de naam Panion of Panium.

## Activiteiten

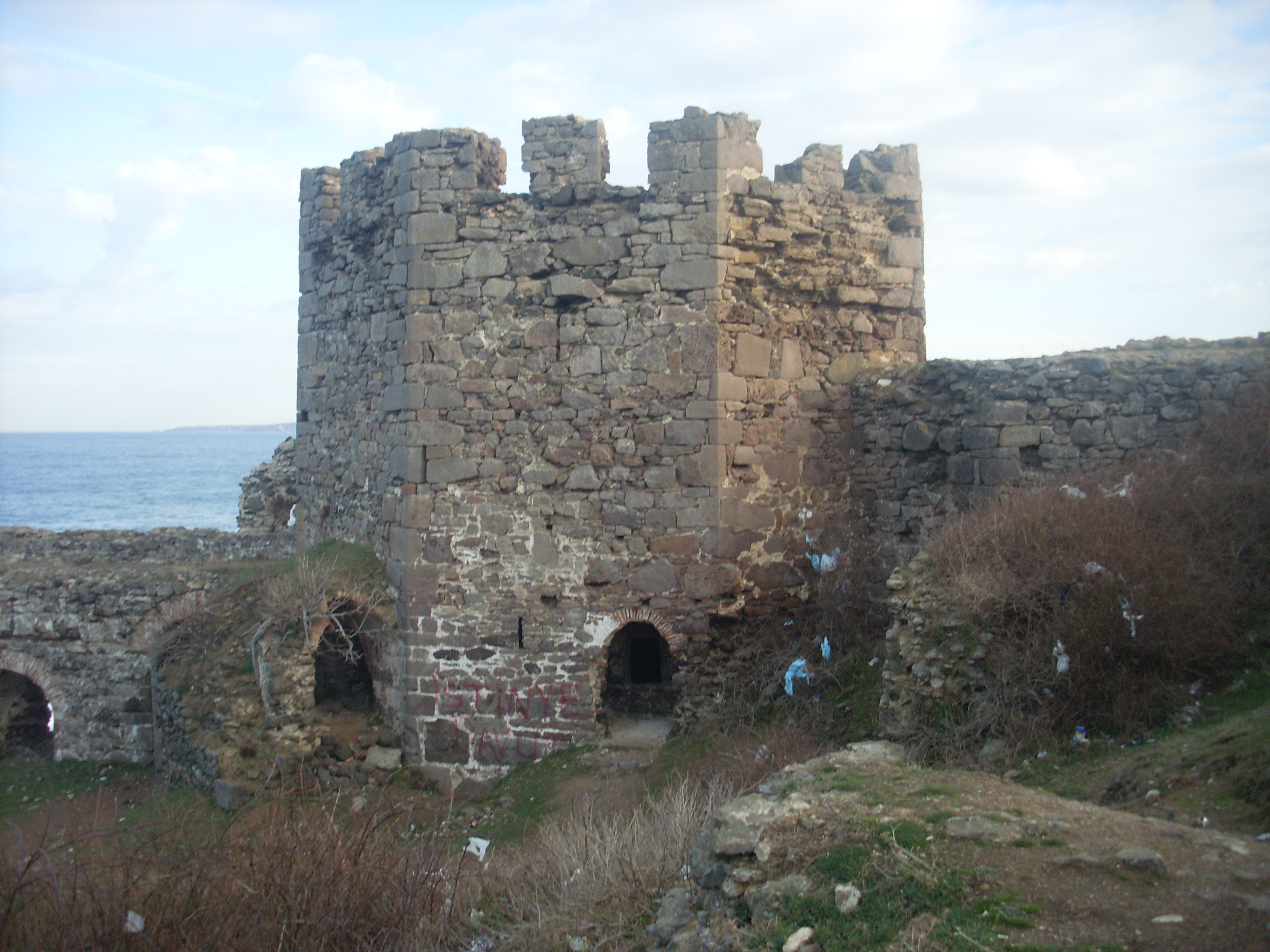
Het fort.

De economische activiteit is gericht op de zee. Rumelifeneri heeft een kleine vissershaven in de schaduw van een imposante havendam.
De octogonale, 30 meter hoge vuurtoren bevindt zich op heuvels van het dorp op een hoogte van 58 meter. De vuurtoren is opgetrokken door Frankrijk tijdens de Krimoorlog en in gebruik genomen in 1856. Het bleef tot in 1933 onder Franse controle staan, toen de honderdjarige concessie werd geannuleerd door de Turkse autoriteiten.
Het fort van Rumelifeneri (Turks: Rumelifeneri Kalesi) werd opgetrokken in de 18e eeuw onder Selim III. Het fort is 70 meter lang en ongeveer 50 meter breed, geflankeerd door twee toren. Het is een van de talrijke militaire bouwwerken die men terugvind aan weerskanten van de Bosporus. Het diende nog als observatiepost tijdens de Tweede Wereldoorlog.
Makkelijk bereikbaar vanuit het centrum van Istanbul, maken de inwoners van de Turkse grootstad uitstapjes naar Rumelifeneri. Het dorp heeft ook enkele restaurants met het oog op bezoekende stedelingen en toeristen.

## Referentie
- Dit artikel of een eerdere versie ervan is een (gedeeltelijke) vertaling van het artikel Rumelifeneri op de Franstalige Wikipedia, dat onder de licentie Creative Commons Naamsvermelding/Gelijk delen valt. Zie de bewerkingsgeschiedenis aldaar.
- Index Mundi/Turkey